# Artarmon
Artarmon är en förort till staden Sydney i New South Wales i Australien. Folkmängden uppgick till 8 642 år 2011.

## Kommunikationer

### Järnväg
Artarmon betjänas av järnvägsstationen Artarmon Railway Station som ligger på järnvägslinjerna North Shore Line samt Northern Line

### Väg
Arncliffe är belägen på landsvägen Pacific Highway samt motorvägen Gore Hill Freeway.

### Befolkningsutvecklingskällor
- Australian Bureau of Statistics. ”2001 Census QuickStats : Artarmon (State Suburb)” (på engelska). http://www.censusdata.abs.gov.au/ABSNavigation/prenav/ProductSelect?newproducttype=QuickStats&btnSelectProduct=View+QuickStats+%3E&collection=Census&period=2001&areacode=SSC11061&geography=&method=&productlabel=&producttype=&topic=&navmapdisplayed=true&javascript=true&breadcrumb=LP&topholder=0&leftholder=0&currentaction=201&action=401&textversion=false. Läst 4 augusti 2012.
- Australian Bureau of Statistics. ”2006 Census QuickStats : Artarmon (State Suburb)” (på engelska). http://www.censusdata.abs.gov.au/ABSNavigation/prenav/ProductSelect?newproducttype=QuickStats&btnSelectProduct=View+QuickStats+%3E&collection=Census&period=2006&areacode=SSC11025&geography=&method=&productlabel=&producttype=&topic=&navmapdisplayed=true&javascript=true&breadcrumb=LP&topholder=0&leftholder=0&currentaction=201&action=401&textversion=false. Läst 8 maj 2012.
- Australian Bureau of Statistics. ”2011 Census QuickStats: Artarmon” (på engelska). http://www.censusdata.abs.gov.au/census_services/getproduct/census/2011/quickstat/SSC10058?opendocument&navpos=220. Läst 4 augusti 2012.